# El Binomio de Oro 1986
El Binomio de Oro 1986 es el decimocuarto trabajo discográfico de El Binomio de Oro grabado por Codiscos y publicado el 2 de diciembre de 1986. Sus mayores éxitos fueron La candelosa, Tú no notas, Añoranzas, No pasará lo mismo, Se está muriendo un amor, El negrito sabrosón y Solo un recuerdo.

## Canciones
1. La candelosa (Israel Romero) 5:03
2. Solo un recuerdo (Marcos Díaz) 4:03
3. Yo no sé (Hernando Marín) 4:02
4. Olvido y amor (Poncho Cotes Jr) 3:31
5. Añoranzas (Roberto Calderón) 4:07
6. Tú no notas (Efrén Calderón) 4:20
7. El negrito sabrosón (Romualdo Brito) 3:55
8. Se está muriendo un amor (Fernando Meneses Romero) 3:40
9. Canto a las mujeres (Romualdo Brito) 4:12
10. No pasará lo mismo (Deimer Marín) 4:03